# 男たちの金すべて
「男たちの金すべて」（仏: Tout l'or des hommes（）、英: All the Men's Gold）は、セリーヌ・ディオンのアルバム『1人の女と4人の男』からの1枚目のシングル。一部の国々で2003年10月6日に発売された。

## 概要
作詞・作曲はディオンの前作「風に吹かれるままに」も担当しているジャン=ジャック・ゴールドマン。プロデュースは1995年に『フレンチ・アルバム』、1998年に『愛するだけでよかったら』でもディオンを担当したエリック・ベンジ。
Yannick Sailletの監督により撮影されたミュージックビデオは、2003年3月にモハーヴェ砂漠で撮影され2003年10月に公開された。このビデオはフランスで発売されたDVDシングルと、2005年に発売されたディオンのフランス語曲ベストアルバムのビデオ集『オン・ヌ・シャンジュ・パ』に収録されている。また、このビデオ撮影時のメイキング映像はアルバム『1人の女と4人の男』の限定版ボーナスDVDと、DVD『オン・ヌ・シャンジュ・パ』に特典映像として収録されている。
シングルはケベック・シングルチャートで8週連続1位、ポーランド・シングルチャートで3週連続1位を記録するなどヒットしている。他にも、12万5000枚を売り上げてシルバーに認定されたフランスではランキング3位を記録するなど、フランス語圏の国々では軒並みトップ10入りした。また、カナダ・シングルチャートでは最高2位に達し、過去にランクインしたフランス語曲の中で最高を記録した。
この曲は、2005年に発売されたディオンのフランス語曲ベスト・アルバム『オン・ヌ・シャンジュ・パ』にも収録されている。
ライブツアー『Taking Chancesツアー』の期間中、2008年5月13日のベルギー公演でディオンはこの曲を歌唱している。

## 収録曲
カナダCDシングル
1. 「男たちの金すべて」 – 2:58
2. 「あなたは泳ぐ」 – 3:11

ヨーロッパ8cmCDシングル
1. 「男たちの金すべて」 – 2:58
2. 「風に吹かれるままに」 – 3:32

フランスCDマキシシングル
1. 「男たちの金すべて」 – 2:58
2. 「あなたは泳ぐ」 – 3:11
3. 「男たちの金すべて」（インストゥルメンタル） – 2:58

フランスDVDシングル
1. 「男たちの金すべて」（ビデオ） – 2:58
2. 「男たちの金すべて」（カラオケ） – 2:58

## チャート・認定
| チャート（2003年）                            | 最高位 |
| --------------------------------------------- | ------ |
| ベルギー フランデレン地域圏・シングルチャート | 29     |
| ベルギー ワロン地域圏・シングルチャート       | 5      |
| カナダ・シングルチャート                      | 2      |
| オランダ・シングルチャート                    | 100    |
| ヨーロッパ・シングルチャート                  | 10     |
| フィンランド・シングルチャート                | 16     |
| フランス・シングルチャート                    | 3      |
| ドイツ・シングルチャート                      | 77     |
| ケベック有線チャート                          | 1      |
| スイス・シングルチャート                      | 10     |

| 国       | 認定     |
| -------- | -------- |
| フランス | シルバー |